# Korbeek
Korbeek (Frans: Corbais, Waals: Côrbåy) is een plaats en deelgemeente van de Belgische gemeente Mont-Saint-Guibert. Korbeek ligt in de provincie Waals-Brabant.

## Geschiedenis
Onder het ancien régime was Korbeek een zelfstandige heerlijkheid. Juridisch viel het onder de meierij van Mont-Saint-Guibert, in het kwartier van Brussel van het hertogdom Brabant. Na de Franse invasie werd het dorp als gemeente ingedeeld bij het kanton Nil-Saint-Martin van het Dijledepartement. Korbeek behield zijn status als zelfstandige gemeente tot 1977, toen het met Mont-Saint-Guibert gefusioneerd werd.

## Bezienswaardigheden
- Het meest markante gebouw in Korbeek is de Tour Griffon du Bois of Tour des Sarrasins, een donjon of woontoren uit de 13e eeuw.[2].
- De Sint-Pieterskerk (Église Saint-Pierre) is een classicistisch kerkgebouw van 1773. De zijbeuken werden in 1836-1837 aangebracht.
- De Sint-Pieterskapel (Chapelle Saint-Pierre) is een kapel op zeshoekige plattegrond van begin 18e eeuw.

|  |  |  |

## Natuur en landschap
De hoogte aan de kerk is 134 meter.

## Demografische ontwikkeling
- Bronnen:NIS, Opm:1831 tot en met 1970=volkstellingen, 1976= inwonersaantal op 31 december

## Nabijgelegen kernen
Mont-Saint-Guibert, Nil-Saint-Vincent, Corroy-le-Grand, Louvain-la-Neuve